# Le Temps du RMI
Pour plus de détails, voir Fiche technique et Distribution.
Le Temps du RMI est une comédie dramatique française réalisée par Farid Fedjer et sortie en 2002.
Il s'agit du second long métrage de son réalisateur après Philosophale en 2001.

## Fiche technique
- Titre original français : Le Temps du RMI[2],[1]
- Réalisation : Farid Fedjer
- Scénario : Jean Falculete
- Montage : Stéphane Peyssard
- Production : Jean-Pierre Masdoua, Farid Fedjer
- Société de production : Philosofight Film Productions
- Pays de production :  France
- Langue originale : français
- Format : couleurs
- Genre : comédie dramatique
- Durée :
- Date de sortie :
  - France : 2002

## Distribution
- Ticky Holgado
- Laure Sainclair
- Matheo Capelli (ht)
- François Hadji-Lazaro
- Laurent Petitguillaume
- Abdel-Aziz Essayed
- Céline Hilaire